# Halowe Mistrzostwa Polski Seniorów w Lekkoatletyce 2002
43. Halowe Mistrzostwa Polski Seniorów w Lekkoatletyce – zawody sportowe, które rozegrano 16 i 17 lutego 2002 w Spale, w hali Ośrodka Przygotowań Olimpijskich.

## Rezultaty

### Mężczyźni
| Konkurencja:              | 1. miejsce                            | Rezultat | 2. miejsce                            | Rezultat | 3. miejsce                                                        | Rezultat |
| Bieg na 60 m              | Marcin Urbaś Warszawianka             | 6,70     | Zbigniew Tulin Legia Warszawa         | 6,72     | Łukasz Chyła SKLA Sopot                                           | 6,76     |
| Bieg na 200 m             | Robert Maćkowiak Śląsk Wrocław        | 21,34    | Marek Plawgo Warszawianka             | 21,40    | Ryszard Pilarczyk Olimpia Poznań                                  | 21,70    |
| Bieg na 400 m             | Piotr Rysiukiewicz Śląsk Wrocław      | 46,78    | Artur Gąsiewski Skra Warszawa         | 47,34    | Marcin Marciniszyn AZS-AWF Wrocław                                | 48,11    |
| Bieg na 800 m             | Paweł Czapiewski Lubusz Słubice       | 1:50,72  | Mirosław Formela Tęcza Nowa Wieś      | 1:51,25  | Przemysław Bobrowski Agros Zamość                                 | 1:51,77  |
| Bieg na 1500 m            | Zbigniew Graczyk AZS-AWF Gorzów Wlkp. | 3:51,85  | Patrycjusz Szwajnoch Start Otwock     | 3:51,99  | Leszek Zblewski Warszawianka                                      | 3:52,89  |
| Bieg na 3000 m            | Jakub Czaja SKLA Sopot                | 8:03,53  | Zbigniew Graczyk AZS-AWF Gorzów Wlkp. | 8:11,18  | Dariusz Klein Oleśniczanka                                        | 8:12,61  |
| Bieg na 60 m przez płotki | Krzysztof Mehlich AZS-AWF Katowice    | 7,73     | Artur Kohutek Zawisza Bydgoszcz       | 7,75     | Marcin Kuszewski AZS-AWF Wrocław                                  | 8,02     |
| Chód na 5000 m            | Robert Korzeniowski Wawel Kraków      | 19:02,86 | Roman Magdziarczyk AZS-AWF Gdańsk     | 20:01,92 | Benjamin Kuciński AZS-AWF Katowice                                | 20:28,63 |
| Skok wzwyż                | Marcin Kaczocha AZS-AWF Gdańsk        | 2,19     | Michał Bieniek Herman Gryfino         | 2,15     | Grzegorz Sposób AZS Lublin                                        | 2,15     |
| Skok o tyczce             | Adam Kolasa Lechia Gdańsk             | 5,60     | Przemysław Czerwiński Gwardia Piła    | 5,20     | Rafał Erdmański Zawisza Bydgoszcz Jacek Struski Zawisza Bydgoszcz | 4,60     |
| Skok w dal                | Grzegorz Marciniszyn Warszawianka     | 7,92     | Tomasz Mateusiak Skra Warszawa        | 7,66     | Paweł Zdrajkowski AZS-AWF Wrocław                                 | 7,59     |
| Trójskok                  | Jacek Kazimierowski MKLA Łęczyca      | 16,48    | Robert Michniewski Zawisza Bydgoszcz  | 15,87    | Konrad Katarzyński AZS-AWF Kraków                                 | 15,67    |
| Pchnięcie kulą            | Leszek Śliwa Zawisza Bydgoszcz        | 19,80    | Sebastian Wenta Lechia Gdańsk         | 18,61    | Łukasz Wenta Lechia Gdańsk                                        | 18,57    |
| Siedmiobój                | Michał Modelski Lechia Gdańsk         | 5787     | Paweł Mączyński AZS-AWF Warszawa      | 5428     | Ireneusz Żurawicz AZS-AWF Gorzów Wielkopolski                     | 5306     |

### Kobiety
| Konkurencja:              | 1. miejsce                             | Rezultat | 2. miejsce                             | Rezultat | 3. miejsce                              | Rezultat |
| Bieg na 60 m              | Marzena Pawlak Olimpia Poznań          | 7,45     | Iwona Dorobisz AZS-AWF Poznań          | 7,53     | Irena Sznajder Olimpia Grudziądz        | 7,61     |
| Bieg na 200 m             | Anna Pacholak Skra Warszawa            | 24,17    | Karolina Tłustochowska AZS-AWF Wrocław | 24,44    | Marzena Pawlak Olimpia Poznań           | 24,87    |
| Bieg na 400 m             | Grażyna Prokopek Skra Warszawa         | 54,22    | Aneta Lemiesz Warszawianka             | 54,86    | Anna Zagórska AZS-AWF Wrocław           | 54,99    |
| Bieg na 800 m             | Joanna Kaczor Znicz Biłgoraj           | 2:08,83  | Agnieszka Forystek Polonia Warszawa    | 2:10,42  | Ewelina Sętowska AZS-AWF Warszawa       | 2:11,15  |
| Bieg na 1500 m            | Joanna Kaczor Znicz Biłgoraj           | 4:20,71  | Małgorzata Jamróz Warszawianka         | 4:20,72  | Karolina Goślińska Era-GSM Włochy       | 4:23,16  |
| Bieg na 3000 m            | Małgorzata Jamróz Warszawianka         | 9:28,21  | Karolina Goślińska Era-GSM Włochy      | 9:31,47  | Dorota Ustianowska MLKS Goświnowice     | 9:35,26  |
| Bieg na 60 m przez płotki | Aneta Sosnowska Skra Warszawa          | 8,27     | Zuzanna Orłowska AZS-AWF Wrocław       | 8,52     | Magdalena Wittsock LKS Ziemi Puckiej    | 8,74     |
| Chód na 3000 m            | Sylwia Korzeniowska AZS-AWF Katowice   | 13:05,34 | Anna Szumny Wawel Kraków               | 13:24,24 | Maria Baj AZS-AWF Pol-Kres Biała Pod.   | 13:36,53 |
| Skok wzwyż                | Anna Ksok Śląsk Wrocław                | 1,88     | Patrycja Rataj SKLA Sopot              | 1,74     | Leonarda Prażmowska Błękitni Osowa Sień | 1,74     |
| Skok o tyczce             | Monika Pyrek Lechia Gdańsk             | 4,25     | Anna Rogowska SKLA Sopot               | 4,05     | Katarzyna Wierzbicka KL Gdynia          | 3,85     |
| Skok w dal                | Joanna Olesińska AKS Chorzów           | 6,32     | Liliana Zagacka Skra Warszawa          | 6,30     | Bożena Trzcińska Skra Warszawa          | 6,19     |
| Trójskok                  | Liliana Zagacka Skra Warszawa          | 13,63    | Aneta Sadach Błękitni Osowa Sień       | 13,48    | Renata Szykulska AZS-AWF Gorzów Wlkp.   | 13,17    |
| Pchnięcie kulą            | Karolina Konkolewska Zawisza Bydgoszcz | 15,74    | Joanna Rożko AZS-AWF Warszawa          | 14,70    | Iwona Lipińska PKS-WSP Szczytno         | 14,37    |
| Pięciobój                 | Magdalena Szczepańska AZS-AWF Gdańsk   | 4297     | Joanna Grzesiak AZS-AWF Gdańsk         | 4054     | Agnieszka Falasa AZS-AWF Katowice       | 3972     |